# Alfonso María Buteler
Alfonso María Buteler (Villa Los Molinos (Córdoba), 11 de septiembre de 1892 - Mendoza, 30 de septiembre de 1973) fue un sacerdote católico argentino, segundo obispo y primer arzobispo de la arquidiócesis de Mendoza.
Era hermano menor de Leopoldo Buteler, que fue obispo de Río Cuarto, y de José Buteler, que fue durante muchos años cura párroco de Alta Gracia. Realizó sus estudios en el Seminario de Loreto, de la ciudad de Córdoba, y se doctoró en Filosofía y Teología en Roma. Fue ordenado sacerdote en octubre de 1915.
Al regresar a su país fue profesor en el Seminario de Córdoba, del que llegó a ser rector. Fue también cura párroco de una parroquia en la capital cordobesa.
El 11 de octubre de 1940, el papa Pío XII lo nombró obispo de la recién creada Diócesis de Mendoza y Neuquén; fue consagrado obispo el 1 de diciembre de ese año, y tomó posesión de la diócesis el 21 de diciembre. En 1961, se creó la Arquidiócesis, con lo que Buteler pasó a ser Arzobispo de Mendoza.
Fundó el Seminario Diocesano de Mendoza, aunque este sería cerrado a fines de 1966. Erigió numerosas parroquias, promovió las vocaciones sacerdotales, apoyó a la Acción Católica y participó en algunas de las sesiones del Concilio Vaticano II. Desde 1962 a 1965 contó como obispo auxiliar a monseñor José Miguel Medina, que luego sería promovido a obispo de Jujuy. También fundó Cáritas Mendoza.
Las conclusiones del Concilio trajeron a la arquidiócesis de Mendoza fuertes controversias, que se reflejaron en una huelga de sacerdotes: trece curas párrocos –la mitad del clero mendocino– iniciaron una huelga para exigir la pronta reforma de la organización eclesiástica local. Incluso dos de ellos se trasladaron a Buenos Aires, para exigir a la Conferencia Episcopal la aceleración de los cambios. La respuesta de la jerarquía católica fue inmediata en favor de Buteler, ordenando a los sacerdotes someterse en todo al arzobispo y ejercer solamente como intermediarios entre este y la feligresía. Como resultado, Medina fue separado del obispado auxiliar, varios sacerdotes renunciaron a sus cargos y el Seminario quedó casi sin profesores. A fines de 1966, el arzobispo se vio obligado a clausurar el Seminario.
La profundidad de la crisis llegó a la Santa Sede, y el Papa apartó a Buteler del gobierno de su arquidiócesis en marzo de 1967, reemplazado por monseñor Olimpo Santiago Maresma como Administrador Apostólico; aunque Buteler siguió siendo el arzobispo titular.
Falleció en la ciudad de Mendoza en septiembre de 1973. Sus restos descansan en la Catedral de esa ciudad.